# Юта (Окінава)

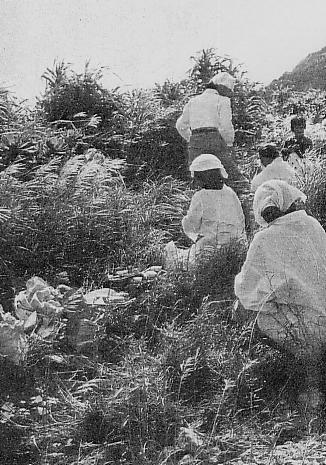
Юта, що проводять молитовний ритуал（бл. 1955 р.）

Юта (яп. ユタ) — це жінки-медіуми (шаманки), які живуть у префектурі Окінава та на островах Амамі префектури Кагосіма та до яких звертаються звичайні люди для отримання порад при виникненні життєвих проблем та проблем спіритуалістичного плану.

## Короткий виклад
Згідно з думкою японського етнографа Токутаро Сакурая на Японських островах шаманські практики найбільш всього виражені в регіоні Тохоку та на островах Нансей (Південно-Західні острови), що формують архіпелаг Рюкю. Жінки, яких зазвичай називають провидицями чи жрицями, що одержимі духом, у переважній більшості входять у транс для того, щоб служити провідником душі померлої людини та надати їй можливість через себе говорити з людьми з цього світу. 
Ці жінки виконують магічно-релігійні  функції на рівні народних мас та як жриці, що одержимі духом, продовжують поширювати шаманські ритуали, подібно до так званих ітако регіону Тохоку. У залежності від тієї частини архіпелагу Рюкю, де живуть такі жінки, їх називають по різному — юта, хозон, токі (острови Амамі та острови Окінава), канкакаря / сасу (острови Міяко), мунучі / ніге: бі: / канпіту (острови Хатерума) тощо. У більшості, таких жінок-медіумів, що провадять релігійні функції на буденному рівні народних мас, можна поділити на два типи, а саме, жінки-жриці камінчу, наприклад, норо, ніган, сасу / цукаса, та шаманки юта.
Перший тип, жриці, проводять громадські релігійні служби та общинні молитовні ритуали в спеціальних місцях поклоніння, таких як, священні місця утакі та гусуку, та місця для молитов угувандзьо. Другій тип, шаманки, залучені до сфери магічних вірувань на особистісному рівні пересічної людини, та проводять такі ритуальні дії, як молитви про видужання від хвороби (угуван), позбавлення лих та невезіння (харе:), тлумачення удач та невдач (хандзі), ворожіння для конкретного роду чи сім'ї (унчі:). Обидва типи жінок-медіумів (шаманок) живуть у сільській місцевості та провадять релігійно-магічну діяльність серед сільського населення.
На противагу католицьким священикам, що проводять службу в святому місці та уникають контакту з забрудненнями через смерть, жіночу кров при менструаціях чи нечистоти, пов’язані з пологами, юта постійно залучаються до  поховальних церемоній, панахид за померлими тощо. 
Характер, стиль життя, функції тощо цих двох типів юта значно відрізняються, проте, як каже відомий японський етнограф Сакурай Такутаро, обидва ці типи є проявами шаманізму, в основі якого покладені окінавські народні вірування - це як передні та задні колеса возу, на яких стоїть основа окінавських народних вірувань.
Не зважаючи та те, що жінок юта вважають особами, що володіють психічною силою бачити прояви та форми духовного світу, - силою, якою не володіють звичайні люди,  - проте серед освітян та представників інтелігенції Окінави розповсюдженим поглядом є те, що віра у юта є марновірством, а отже у випадках офіційних заходів про юта не згадують, ставлячись до цього з презирством, як до чогось брудного та ганебного. Через сильну тенденцію чоловіків ставитись до юта з сарказмом та недовірливою посмішкою, для того, щоб зберегти своє обличчя, особливо в громадському оточенні, до юта ходять жінки як представники всієї родини.В результаті, в громадських очах чоловіки виглядають непричетними до практик, пов’язаних з юта, а в середини сім’ї вони тісно слідують тим настановам, які дали юта. До того, можна сказати з великою ймовірністю, що до юта звертаються за порадою не лише робітники, селяни чи рибалки  – порадитись до них також ходять чиновники високих рангів, службовці з місцевої влади, бізнесмени й освітяни.
Тенденція звертатись за остаточним рішенням до юта (за допомогою тлумачення (хандзі)), коли людина вже спробувала усе можливе для розв’язання своєї проблеми на особистісному рівні або на рівні громади, а проблема залишається не вирішеною, не зменшується й у сучасний час. Практика використання юта для вирішення своїх проблем називається "Купівля юта (окін. "юта-ко:я:")", коли звертаються до 2-3 жінок юта за порадою. Клієнти без особливих роздумів платять за такі поради доволі значні кошти. На Окінаві вже давно виникло прислів'я "Половина - лікарю, половина - юта".
Сакурай Такутаро каже, що посередники між богами та людьми, які можуть тонко вловлювати божественну волю, повинні існувати й юта, що володіють високою чуттєвістю, як раз виконують дуже добре цю роль з давніх-давен. В більшості юта стають жінки, проте існує декілька чоловіків юта. Як було сказано вище, юта мають історію пригнічення, а тому себе вони тк не називають, тим більше, що існують люди, які відчувають антипатію до цього слова. Їм більше подобається назви, які виявляють в собі божественне служіння - жінки-жриці камінчу, жінки, що підносять молитви (угуванса:), жінки, що тлумачать (хандзі). До того ж, оскільки останнім часом поділ між релігійним служінням та шаманським ритуалом набув розмитих меж, то є люди, які згадують назву юта в зневажливому контексті разом з ворожбитами та феншуй  гадалками.

## Походження назви
В "Словнику історії Рюкю" вказано, що походження слова "юта" іде від "говорити" (яп. おしゃべり, окінав. ユンタ）або "трястись" (яп. 揺れる, окінав. ユタめく) під час оволодіння божеством тілом медіуму (камігакарі). Якщо дивитись на походження слова з позиції того, чим займаються жінки юта, то, хоча існують різні точки зору, проте здається, що багато схиляються до того, щовона іде від жінокжриць, камінчу.
Іха Фую, визначний етнограф, що власне започаткував вивчення етнографії Окінави, вказував, що серед усіх жриць, що повинні передавати божественну волю, були такі, що не мали сили прийняти її через себе, а отже замість них до людей приходили жриці, що дійсно передавали волю богів - і саме виконання цього заняття стало називатись словами "токі" або "юнта" (говорити). Також він зазначав, що можливе існую зв'язок між словами "юта" та "юнта" (говорити).